# بادبان‌ماهی اطلس
بادبان‌ماهی اطلس (نام علمی: Istiophorus albicans) نام یک گونه از سرده بادبان‌ماهی است.